# Placé
Placé és un municipi francès situat al departament de Mayenne i a la regió de País del Loira. L'any 2007 tenia 310 habitants.

## Demografia

### Població
El 2007 la població de fet de Placé era de 310 persones. Hi havia 112 famílies de les quals 22 eren unipersonals (11 homes vivint sols i 11 dones vivint soles), 30 parelles sense fills, 49 parelles amb fills i 11 famílies monoparentals amb fills.
La població ha evolucionat segons el següent gràfic:
Habitants censats

### Habitatges
El 2007 hi havia 163 habitatges, 117 eren l'habitatge principal de la família, 22 eren segones residències i 24 estaven desocupats. 161 eren cases i 2 eren apartaments. Dels 117 habitatges principals, 99 estaven ocupats pels seus propietaris i 18 estaven llogats i ocupats pels llogaters; 7 tenien dues cambres, 11 en tenien tres, 35 en tenien quatre i 64 en tenien cinc o més. 103 habitatges disposaven pel capbaix d'una plaça de pàrquing. A 54 habitatges hi havia un automòbil i a 57 n'hi havia dos o més.

### Piràmide de població
La piràmide de població per edats i sexe el 2009 era:
| Homes | Edats   | Dones |
| ----- | ------- | ----- |
| 0     | 95 o +  | 0     |
| 0     | 90 a 94 | 0     |
| 8     | 85 a 89 | 0     |
| 4     | 80 a 84 | 0     |
| 8     | 75 a 79 | 12    |
| 20    | 70 a 74 | 24    |
| 4     | 65 a 69 | 4     |
| 16    | 60 a 64 | 0     |
| 8     | 55 a 59 | 4     |
| 8     | 50 a 54 | 12    |
| 12    | 45 a 49 | 12    |
| 4     | 40 a 44 | 8     |
| 16    | 35 a 39 | 8     |
| 12    | 30 a 34 | 8     |
| 8     | 25 a 29 | 4     |
| 8     | 20 a 24 | 8     |
| 20    | 15 a 19 | 16    |
| 8     | 10 a 14 | 16    |
| 0     | 5 a 9   | 8     |
| 4     | 0 a 4   | 8     |

## Economia
El 2007 la població en edat de treballar era de 177 persones, 135 eren actives i 42 eren inactives. De les 135 persones actives 124 estaven ocupades (68 homes i 56 dones) i 11 estaven aturades (6 homes i 5 dones). De les 42 persones inactives 18 estaven jubilades, 13 estaven estudiant i 11 estaven classificades com a «altres inactius».

### Ingressos
El 2009 a Placé hi havia 129 unitats fiscals que integraven 342 persones, la mediana anual d'ingressos fiscals per persona era de 15.068 €.

### Activitats econòmiques
Dels 4 establiments que hi havia el 2007, 2 eren d'empreses de construcció, 1 d'una empresa de serveis i 1 d'una empresa classificada com a «altres activitats de serveis».
Dels 2 establiments de servei als particulars que hi havia el 2009, 1 era un paleta i 1 fusteria.
L'any 2000 a Placé hi havia 32 explotacions agrícoles que ocupaven un total de 1.296 hectàrees.

## Equipaments sanitaris i escolars
El 2009 hi havia una escola elemental.

## Poblacions més properes
El següent diagrama mostra les poblacions més properes.